# Numan
Numan (arab. نعمان) – wieś w Syrii, w muhafazie Aleppo. W 2004 roku liczyła 657 mieszkańców.